# Джедкара II Шема

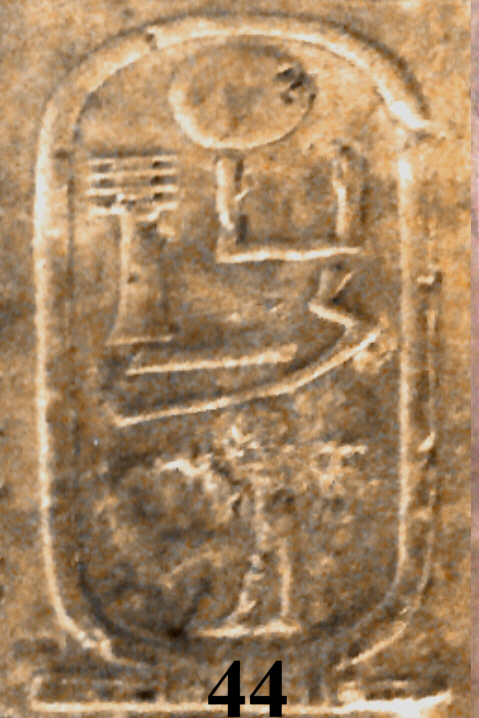
Джедкара II Шема

Джедкара II Шемаи — фараон Древнего Египта из VIII династии, правивший в XXII веке до н. э.
Фараон известен только из Абидосского списка. Ни его гробница, ни сохранившиеся от его правления памятники не известны. Вряд ли его правление превышало несколько лет.

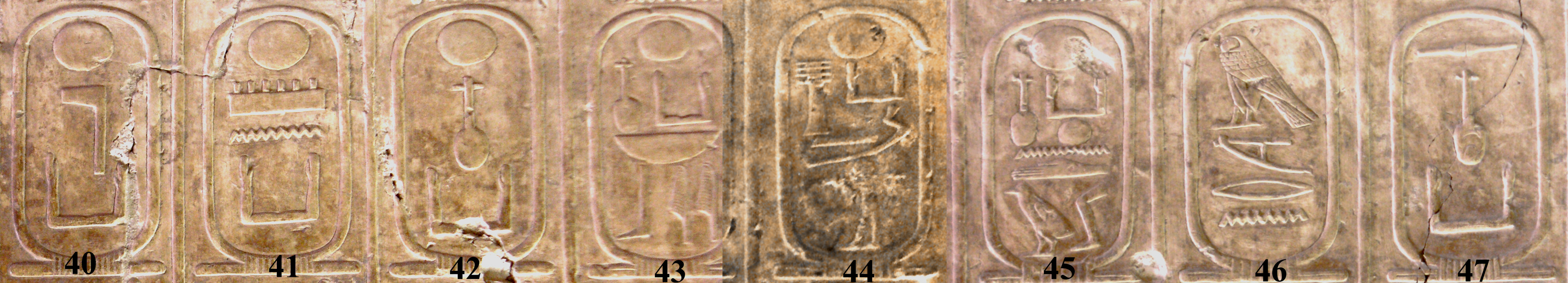
Абидосский список (фрагмент). Джедкара Шема записан под № 44